# 프란체스코 2세 스포르차
프란체스코 2세 스포르차(이탈리아어: Francesco II Sforza, 1495년 2월 4일 - 1535년 11월 1일)는 1521년부터 사망시까지 밀라노 공작으로서 교통과 전략적 요충지라 할 수 있는 밀라노를 통치하였다. 그는 스포르차 가문 출신으로서 밀라노를 통치한 마지막 인물이다. 아버지는 밀라노 공작 루도비코 스포르차이고 어머니는 베아트리체 데스테이며 이들 사이에서 차남으로 태어났다.

## 어린 시절

### 망명생활
4살 되던해인 1499년, 프랑스 루이 12세가 밀라노의 계승권을 주장하며 북이탈리아를 침공하였다. 아버지 루도비코(생몰1452-1508)는 두 아들 마시밀리아노와 프렌체스코를 신성로마제국 황제 막시밀리안 1세의 궁정이 있는 인스부르크(Innsbruck)로 망명 보냈다. 밀라노 공작인 루도비코는 1494년에 자신의 조카 비앙카 마리아(1472-1510)와 막시밀리안 1세의 결혼을 성사시킨바가 있는데, 이때 맺어진 혼인동맹에 따라 자연스럽게 이루어진 망명이었다.(비앙카는 막시밀리안 1세의 두번째 부인이다.)

### 부친의 사망
1500년, 루도비코의 기지가 있는 노바라가 프랑스 군에 의해 포위되었다. 스위스 용병을 포함한 양측 군대가 대치하게 되었는데 자국인끼리 싸우고 싶지 않았던 스위스 용병들은 노바라를 내버려 두고 돌아가 버렸다. 1500년 4월, 루도비코는 스위스인으로 가장하고 탈출을 시도하다가 프랑스 군에 붙잡히고 말았다. 10월 6일 밀라노는 농성전 끝에 프랑스군에게 정복 당했다. 아버지 루도비코는 프랑스 로슈 성에 감금되었다가 1508년에 사망하였다.

## 밀라노 공작

### 캉브레 동맹 전쟁
캉브레 동맹 전쟁중인 1512년 8월에 스위스 용병과 베네치아가 합세하여 밀라노에서 프랑스군을 몰아내고 프란체스코의 형인 마시밀리아노 스포르차를 밀라노 공작으로 추대하였다.
1515년 프랑스 루이 12세가 사망한후 즉위한 프랑수아 1세는 대관식에서 자신이 밀라노 공작임을 선포한후 9월에 이탈리아를 침공하였다. 1515년 9월 13일 벌어진 마리냐노 전투에서 승리한 프랑스는 10월 4일 밀라노를 점령하였다. 마시밀리아노는 프랑스군에 생포되었고 30,000 두캇에 밀라노의 지배권을 포기한다. 이후 마시밀리아노는 프랑스에서 망명생활을 하다가 1530년 6월에 사망하였다.

### 4차 이탈리아 전쟁
스페인 국왕 카를 5세가 1519년 6월 신성로마황제로 선출되자 황제 선거에 고배를 마신 프랑수아 1세가 강한 불만을 들어냈다. 라이벌에게 패했을뿐만 아니라 합스부르크의 영토인 플랑드르, 독일, 스페인등으로 인해 프랑스 영토가 둘러쌓였기 때문이다. 이로 인해 발루아 가문과 합스부르크 가문의 관계가 악화되었다. 프랑수아 1세가 카를 5세를 상대로 1521년에 다시 전쟁을 일으켰다.
4차 이탈리아 전쟁중인 1521년에 카를 5세가 프랑스로부터 밀라노를 탈환한후 프란체스코를 밀라노 공작에 임명하였다. 20년만에 돌아온 그는 문화와 경제적 회복에 힘썼다. 프란체스코는 1522년에 비코카 전투에서 황제 편에 서서 싸우기도 했다. 그러나 그의 권력은 밀라노에 상주하고 있는 스페인 군대에 의해 제한되었고 이에 대해 많은 불만을 가지고 있었다.

### 코냑동맹전쟁
불만이 많던 프렌체스코는 스포르차 가문의 밀라노 복귀를 도와준 카를 5세를 1526년에 배반한다. 교황 클레멘스 7세가 주도하고 이탈리아 도시국가들이 참여한 코냑동맹에 가입하여 황제 카를 5세에 대적하여 코냑동맹전쟁을 일으켰다. 전쟁은 코냑동맹군의 대패로 이어졌고 스포르체스코 성에 포위당한후 밀라노에 대한 통치권을 상실하고 말았다. 1529년 종전(終戰)에 따른 평화협정시 거액의 배상금(900,000 스쿠티)을 물고나서 밀라노 지배권을 간신히 되찾았다.

## 사망
1534년 5월 4일, 그는 크리스티안 2세와 이사벨 데 아우스트리아의 딸이자 카를 5세의 조카이기도 했던 덴마크의 크리스티네와 혼인하였다. 1535년 11월에 후계없이 사망하였다. 같은해 6월에 시작된 튀니스 원정을 9월에 성공적으로 마무리한 카를 5세는 군대와 함께 나폴리로 입국하여 그곳에서 겨울을 나던중 사망 소식을 접했다. 카를 5세는 즉각적으로 측근을 파견하여 밀라노를 접수한후 자신의 아들 펠리페 2세에게 밀라노를 물려주려 하였다. 프랑스는 이에 크게 반발하여 1536년 3월에 밀라노를 침공하면서 6차 이탈리아 전쟁(1536-38)이 발발하게 되었다.
프렌체스코의 배다른 형제인 조반니 파올로가 프란체스코 사망 후 잠시 밀라노 공국에 대한 소유권을 주장했었으나, 같은 해에 원인을 알 수 없는 이유로 사망했다.

## 같이 보기
- 밀라노 공작
- 루도비코
- 이탈리아 전쟁 (1494~1559)
- 샤를 8세, 루이 12세, 프랑수아 1세, 앙리 2세
- 페르난도 2세, 막시밀리안 1세, 카를 5세, 펠리페 2세